# North Brother Island
North Brother Island est une île de l'East River, située entre le Bronx (dont elle dépend administrativement) et Riker's Island, à New York. Elle est située à quelques centaines de mètres au nord de son homologue, South Brother Island, et leur surface cumulée est de 81 423 m2. 

## Histoire

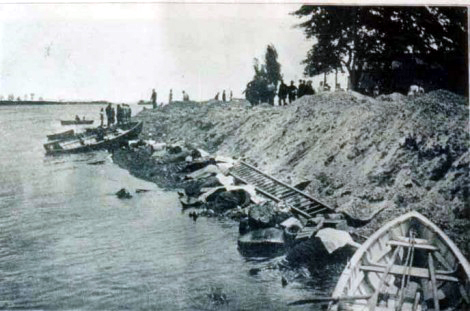
Quelques victimes du General Slocum, bateau à vapeur qui s'échoua sur l'île le 15 juin 1904.

L'île a été inhabitée jusqu'en 1885, date à laquelle Riverside Hospital y a déménagé, en quittant l'actuelle Roosevelt Island. Le Riverside Hospital était un hôpital spécialisé dans le traitement de la variole, et qui servait aussi de lieu de quarantaine pour les individus touchés par la maladie. Mais le rôle de l'établissement s'étendit progressivement aux différentes maladies nécessitant une quarantaine. C'est ainsi sur North Brother Island que Mary Mallon fut placée en quarantaine, jusqu'à sa mort en 1938. L'hôpital ferma ses portes peu de temps après.
Après la Seconde Guerre mondiale, l'île accueillit des vétérans de la guerre, qui étudiaient dans les colleges locaux et vivaient avec leur famille. Mais elle fut de nouveau abandonnée une fois terminée la pénurie de logements frappant le pays. Dans les années 1950, un centre destiné à des jeunes drogués y ouvrit ses portes. L'établissement prétendait être le premier à proposer à la fois le traitement, la réhabilitation et l'éducation des jeunes toxicomanes, mais dans les années 1960, des affaires de corruption du personnel et des cas de récidive des jeunes contraignirent le centre à fermer.
L'île est actuellement abandonnée et fermée au public. Une dense forêt recouvre maintenant les ruines des anciens hôpitaux, et l'île fait à présent partie des colonies les plus importantes de Bihoreaux gris au monde. 
Le 15 juin 1904, le General Slocum, un bateau à vapeur, s'échoue sur les côtes de l'île, causant la mort de plus de 1 000 personnes, soit dans l'incendie qui se déclenche sur le bateau, soit par noyade.